# Stelis interrupta
Stelis interrupta är en biart som beskrevs av Cresson 1897. Stelis interrupta ingår i släktet pansarbin, och familjen buksamlarbin. Inga underarter finns listade i Catalogue of Life.